# Селаго
Селаго (лат. Selago) — род двудольных цветковых растений семейства Норичниковые (Scrophulariaceae), распространённых главным образом в южной части Африки. Отдельные виды встречаются в других тропических районах Африки, вид Selago muralis произрастает на Мадагаскаре.
Сильно разветвленные верскоподобные карликовые кустарники, иногда многолетние или однолетние травянистые растения. Стебли восходящие. Листья сидячие линейно-ланцетной формы, продолговатые, эллиптические или лопатчатые. Цветки посажены на короткие цветоносы.
Некоторые виды:
- Selago corymbosa L. typus[1]
- Selago muralis Benth. & Hook.f.
- Selago nachtigalii Rolfe ex Schinz
- Selago spuria L.